# 横浜市立鴨志田中学校
横浜市立鴨志田中学校（よこはましりつ かもしだちゅうがっこう）は、神奈川県横浜市青葉区鴨志田町にある公立中学校。

## 歴史
鴨志田町の地名は、鎌倉時代の武将・鴨志田十郎の所領地であったことに由来する。同町は昭和初年ごろから約半世紀間、農道と山があるだけの田園地帯だったが、1966年（昭和41年）に東急田園都市線が開業してからは東京急行電鉄（現：東急）や公団による宅地開発が急速に進んだことで人口が急増し、1981年（昭和56年）には市立鴨志田第一小学校が、1983年（昭和58年）には市立鴨志田緑小学校がそれぞれ相次いで開校した。
この人口増加などにより、1980年（昭和55年）ごろには市立みたけ台中学校の生徒増による過密化が問題となったため、過密化解消の一策としてこの鴨志田中学校が設置されることが決まり、1985年（昭和60年）4月1日に開校した。これに伴い、鴨志田・寺家方面の生徒約600人が鴨志田中学校に転校することとなった。
校旗と校章はいずれも、大空に羽ばたく鴨を象っている。また1987年（昭和63年）2月13日には開校3周年を記念して校歌（作詞：東龍雄、作曲：平吉毅州）が制定されたが、この校歌は「中学校という言葉を入れない」「歌いやすいメロディーで」「覚えやすく1番だけ」という生徒の要望が反映されたものである。

### 生徒数の変遷
2018年度（平成30年度）時点で生徒数232人という小規模校である。
開校時から1992年度（平成4年度）までの生徒数は500人超で、特に1990年度（平成2年度）から1991年度（平成3年度）にかけては600人超に達していたが、その後は減少が続き、2003年度（平成15年度）に初めて300人未満にまで減少、2004年度（平成16年度）時点では創立当初より半減していた。また学級数もピークの1990年 - 1991年度に17学級あったが、2004年度時点では8学級と、こちらも最多時期に比べて半減していた。
その後は2015年度（平成27年度）時点まで生徒数200人台半ばで推移しており、2023年（令和5年）4月25日時点の生徒数は269人である。

## 通学区域
通学区域は市立鴨志田緑小学校の全校区（鴨志田町・寺家町・成合町）と、鴨志田第一小学校区の一部（鴨志田町・たちばな台二丁目）である。
2011年（平成23年）から生徒確保のため、学区外からも進学できる「通学区域特認校制度」を導入し、2014年（平成26年）までに毎年2 - 4人が学区外から入学していた。その後、2018年度（平成30年度）以降は「指定地区外就学許可制度」に移行している。
2005年度（平成17年度）に県の公立高校の学区が撤廃される以前は「横浜北部学区」に属していた。

## 特徴・特色
学校教育目標は「感動を分かち合おう 目標を高く掲げよう 真理を追究しよう」。自然豊かな環境を活かし、「地域とともに歩む学校」「小学校との連携推進」をテーマとした教育活動を行っている。その具体的な活動内容は後述する稲作活動、生徒が大きな役割を担う地域防災訓練、ふれあいコンサートなどである。
約150坪の水田で稲を自家栽培しており、収穫した米は「鴨中米」（かもちゅうまい）として全校生徒や教員らに配布されている。この稲作は2002年度（平成14年度）から始まった「総合学習」の一環として行われているもので、稲作を行っている横浜市立の中学校は、当校が唯一である。
2015年度（平成27年度）時点で、市内の中学校では4校のみである「通級指導教室」を設けている学校の一つである。
横浜市内の公立中学校としては数少ないスキー教室を実施していたが、1995年度（平成7年度）を最後に行われなくなった。
横浜市の「プログラミング教育実践推進校」に指定されている。日本教育工学協会の「学校情報化認定委員会」により、2022年度学校情報化優良校として認定された。
同じ鴨志田町内にある横浜美術大学と交流がある。
教師の負担を軽減するため、4つの部活動（バドミントン部、サッカー部、男子バスケットボール部、女子バレーボール部）で週末の指導を外部指導者に委託している。
2015年から遡って数年前から「あったかい学校づくり」をスローガンとして掲げ、その一環として弁護士ら専門家を学校に招いて校内アンケートの分析に協力してもらうなどの取り組みを行っている。
同校のPTAは地元で専門職を持つ人物を「地域マイスター」として招き、出前授業をしてもらうなどの独自の取り組みを行っており、2015年度には神奈川県教育委員会から「優良PTA」として表彰されたほか、日本PTA全国協議会からも会長表彰を受けている。

## 関係者

### 出身者
- 勝村周一朗 - 総合格闘家、プロレスラー[10][27]
- 下水流昴[28] - プロ野球選手[29]
- 福田永将[28] - プロ野球選手[30]